# Svartån (Västmanland)
 For alternative betydninger, se Svartån. (Se også artikler, som begynder med Svartån)
Svartån er en å som har sine kilder i det nordlige Västmanland i nærheden af Norberg; den løber mod sydsydøst og munder ud i i Västeråsfjärden af Mälaren ved byen Västerås, nærmere bestemt i Vasaparken. 
Åen har ved udmundingen nogle steder en betydelig dybde. Svartån er 91 km lang og har et afvandingsområde på 776 km². De største søer i dens afvandingsområde er Hörendesjön (62 moh.) og Fläcksjön (58 moh.). 
Dele af åen er Ramsarområde.
59°40′28.05″N 16°28′2.91″Ø / 59.6744583°N 16.4674750°Ø